# Powiat de Kraśnik
Pour les articles homonymes, voir Kraśnik.
Le powiat de Kraśnik (polonais : powiat kraśnicki) est un powiat (district) de la voïvodie de Lublin, dans le sud-est de la Pologne.
Il est né le 1er janvier 1999, à la suite des réformes polonaises de gouvernement local passées en 1998. 
Le siège administratif du powiat est la ville de Kraśnik, située à environ 45 kilomètres au sud-ouest de Lublin (capitale de la voïvodie). Il y a une autre ville dans le powiat: Annopol, située à environ 25 kilomètres à l'ouest de Kraśnik.
Le district couvre une superficie de 1 005,34 kilomètres carrés. En 2006, sa population totale est de 99 770 habitants, avec une population pour la ville de Kraśnik de 36 072 habitants, pour la ville d'Annopol de 2 690 habitants et une population rurale de 61 008 habitants.

## Division administrative
Le district de Kraśnik comprend 10 gminy (communes) (1 urbaine, 2 mixtes (urbaine-rurale) et 7 rurales) :
- 1 commune urbaine : Kraśnik ;
- 8 communes rurales : Dzierzkowice, Gościeradów, Kraśnik, Szastarka, Trzydnik Duży, Wilkołaz et Zakrzówek ;
- 2 communes mixtes : Annopol et Urzędów.

Celles-ci sont inscrites dans le tableau suivant, dans l'ordre décroissant de la population.
| Gmina                                                   | Type         | Supérficie (km²) | Population (2006) | Chef-lieu     |
| Kraśnik                                                 | urbain       | 25,3             | 36 072            |               |
| Gmina Annopol                                           | urbain-rural | 151,1            | 9 359             | Annopol       |
| Gmina Urzędów                                           | urbain-rural | 119,1            | 8 905             | Urzędów       |
| Gmina Gościeradów                                       | rural        | 158,6            | 7 367             | Gościeradów   |
| Gmina Kraśnik                                           | rural        | 105,4            | 6 994             | Kraśnik *     |
| Gmina Trzydnik Duży                                     | rural        | 104,7            | 6 947             | Trzydnik Duży |
| Gmina Zakrzówek                                         | rural        | 99,1             | 6 935             | Zakrzówek     |
| Gmina Szastarka                                         | rural        | 73,5             | 6 236             | Szastarka     |
| Gmina Wilkołaz                                          | rural        | 81,9             | 5 554             | Wilkołaz      |
| Gmina Dzierzkowice                                      | rural        | 86,8             | 5 401             | Dzierzkowice  |
| * Le siège ne fait pas partie du territoire de la gmina |              |                  |                   |               |

## Démographie
Données du 30 juin 2005 :
| Description | Total   | Total | Femmes | Femmes | Hommes | Hommes |
| ----------- | ------- | ----- | ------ | ------ | ------ | ------ |
| Unité       | Nombre  | %     | Nombre | %      | Nombre | %      |
| Population  | 100 162 | 100   | 51 189 | 51,11  | 48 973 | 48,89  |
| Urbain      | 38 909  | 38,85 | 20 289 | 20,26  | 18 620 | 18,59  |
| Rural       | 61 253  | 61,15 | 30 900 | 30,85  | 30 353 | 30,30  |

## Histoire
De 1975 à 1998, les différentes gminy du powiat actuel appartenaient administrativement à la Voïvodie de Tarnobrzeg et de la Voïvodie de Lublin.